# Yasuyuki Muneta
Yasuyuki Muneta (棟田 康幸, Muneta Yasuyuki, nascido em 10 de fevereiro de 1981) (棟田 康幸, Muneta Yasuyuki?, nascido em 10 de fevereiro de 1981) é um judoca Japonês. Ele ganhou duas medalhas de ouro e uma medalha de prata no Campeonato Mundial de Judô .
Natural de Matsuyama, Ehime. Após a formatura na Universidade Meiji, Ele trabalhou no Departamento de Polícia Metropolitana de Tóquio. Em novembro de 2016, planejava retirar-se das disputas e tornar-se treinador.
Muneta nasceu em Matsuyama, prefeitura de Ehime, em 1981. Tendo aprendido os fundamentos do judô com seu pai quando ainda era criança. Depois de se formar na escola primária, ele entrou na prestigiada escola Kodo, reconhecida por seu judô. Depois de formar-se na Escola Tsurumaki, ele continuou no Colégio Setagaya Gakuen. Em 1998, no último ano do ensino médio, conduziu a equipe de judô do Colégio Setagaya Gakuen à vitória na disputa final contra a equipe sênior da escola secundária Kokushikan, alcançando pela primeira vez na história uma vitória dos quatro do time, durante o Torneio de Judô da Escola Kinshuki. Individualmente, depois de ter ganho tanto o Campeonato japonês das escolas secundárias (All-Japan High School Judo Championship) quanto o Torneio Interescolar (Inter High School Judo Tourneament), ele também é o mais jovem vencedor do Copa Jigoro Kano. 
Depois de formar-se a partir de no Colégio Setagaya Gakuen, Muneta entrou para a Universidade Meiji. Durante o período universitário, ele ganhou a Copa do Kodokan (1999 e 2001), participou do Campeonato Mundial de Judô, bem como de muitos outros torneios de nível superior. Além disso, ele foi considerado o "melhor lutador" por 4 anos consecutivos nos campeonatos universitários do Japão (All-Japan University Judo Championships). Além de Muneta, apenas 5 atletas na história do judô foram eleitos os "melhores atletas" por 4 anos consecutivos, entre eles Yasuhiro Yamashita e Masaki Yoshimi.
Depois de se formar na universidade, ele encontrou um emprego na  Agência Nacional de Polícia do Japão. Ao derrotar poderosos atletas de judo como Tamerlan Tmenov (Rússia) em 2003, no Campeonato Mundial de Judô em Osaka, ele se tornou campeão mundial na +100 kg divisão, com a idade de 22 anos. Em 2007 no Campeonato Mundial de Judô, no Rio de Janeiro, ele foi vitorioso na categoria absoluta. Até 2016, ele ainda era um ativo representante do judô do Japão na categoria de +100 kg. Atualmente, Muneta é servidor da Agência Nacional de Polícia do Japão. Ele detém o 6º Dan em judô pela Kodokan.